# Louis Schaub
Louis Schaub (Fulda, 29 december 1994) is een Oostenrijks voetballer die doorgaans als offensieve middenvelder speelt. Hij stroomde in 2011 door vanuit de jeugd van Rapid Wien. Schaub debuteerde in 2016 in het Oostenrijks voetbalelftal.

## Clubcarrière
Schaub debuteerde in het seizoen 2012/13 voor Rapid Wien in de Oostenrijkse Bundesliga. In zijn debuutseizoen scoorde hij twee doelpunten in 16 competitiewedstrijden. Hij kwam eenmaal in actie in de ÖFB Cup. Op 26 mei 2013 scoorde hij op de laatste speeldag van het seizoen twee doelpunten in een thuiswedstrijd tegen SV Ried. Rapid Wien won met 3–0. Terrence Boyd maakte het derde doelpunt.

## Clubstatistieken
| Seizoen | Club          | Land       | Competitie       | Wed. | Doelp. |
| ------- | ------------- | ---------- | ---------------- | ---- | ------ |
| 2011/12 | Rapid Wien II | Oostenrijk | Regionalliga Ost | 21   | 4      |
| 2012/13 | Rapid Wien II | Oostenrijk | Regionalliga Ost | 7    | 1      |
| 2012/13 | Rapid Wien    | Oostenrijk | Bundesliga       | 16   | 2      |
| 2013/14 | Rapid Wien    | Oostenrijk | Bundesliga       | 34   | 3      |
| 2014/15 | Rapid Wien    | Oostenrijk | Bundesliga       | 28   | 5      |
| 2015/16 | Rapid Wien    | Oostenrijk | Bundesliga       | 24   | 5      |
| 2016/17 | Rapid Wien    | Oostenrijk | Bundesliga       | 28   | 5      |
| 2017/18 | Rapid Wien    | Oostenrijk | Bundesliga       | 30   | 5      |
| 2018/19 | 1.FC Köln     | Duitsland  | 2.Bundesliga     | 24   | 3      |
| Totaal  | Totaal        | Totaal     | Totaal           | 212  | 33     |

## Interlandcarrière
Schaub maakte drie doelpunten in negen wedstrijden voor het Oostenrijks voetbalelftal onder 19. In 2013 werd hij meermaals opgeroepen voor Jong Oostenrijk. Onder leiding van bondscoach Marcel Koller maakte hij op 6 oktober 2016 zijn debuut voor de nationale ploeg, in een WK-kwalificatiewedstrijd tegen Wales (2–2). Hij viel in dat duel na 87 minuten in voor aanvaller Marko Arnautović.
1 Schwäbe ·
2 Schmied ·
3 Heintz ·
4 Hübers  ·
5 Soldo ·
6 Martel ·
7 Ljubičić ·
8 Huseinbašić ·
9 Waldschmidt ·
11 Kainz ·
12 Nickisch ·
13 Uth ·
15 Kilian ·
16 Obuz ·
17 Paçarada ·
19 Lemperle ·
20 Pentke ·
21 Tigges ·
22 Christensen ·
24 Pauli ·
25 Gazibegović ·
29 Thielmann ·
34 Harchaoui ·
35 Finkgräfe ·
37 Maina ·
42 Downs ·
43 Čuber Potočnik ·
44 Köbbing ·
47 Olesen ·
Coach: Struber
1 A. Schlager ·
2 Ulmer ·
3 Dragović ·
4 Hinteregger ·
5 Posch ·
6 Ilsanker ·
7 Arnautović ·
8 Alaba ·
9 Sabitzer ·
10 Grillitsch ·
11 Gregoritsch ·
12 Pervan ·
13 Bachmann ·
14 Baumgartlinger  ·
15 Lienhart ·
16 Trimmel ·
17 Schaub ·
18 Schöpf ·
19 Baumgartner ·
20 Onisiwo ·
21 Lainer ·
22 Lazaro ·
23 X. Schlager ·
24 Laimer ·
25 Kalajdžić ·
26 Friedl ·
Coach: Foda